# Barybas chacoensis
Barybas chacoensis är en skalbaggsart som beskrevs av Moser 1918. Barybas chacoensis ingår i släktet Barybas och familjen Melolonthidae. Inga underarter finns listade.